# Dolžina periapside
Dolžina periapside (oznaka {\displaystyle {\bar {\omega }}\,} ali tudi Π) je eden izmed elementov tira, s katerimi sta določena položaj in hitrost nebesnega telesa.
Dolžina periapside je sestavljen kot v dveh ravninah. Prvi del kota se meri v referenčni ravnini, drugi del se meri v ravnini tirnice.

## Izračunavanje
Dolžino periapside izračunamo tako, da seštejemo dolžino dvižnega vozla (Ω) in argument periapside ({\displaystyle \omega \,\!}):
{\displaystyle {\bar {\omega }}=\Omega +\omega \!\,.}